# Vasum cassiforme
Vasum cassiforme (denominada, em inglês, helmet vase; na tradução para o português, "Vasum capacete"; conhecida na região nordeste do Brasil como tapu-chita) é uma espécie de molusco gastrópode marinho do oeste do oceano Atlântico, pertencente à família Turbinellidae (outrora na família Vasidae), originalmente classificada por Louis Charles Kiener, em 1840, e nomeada Turbinella cassiformis; com seu tipo nomenclatural coletado na Bahia. Também pode ser encontrada sob a errônea nomenclatura cassidiformis.

## Descrição da concha e hábitos
Concha de coloração branca ou creme, com pouco mais de 10 centímetros de comprimento, quando desenvolvida; com 8 voltas, a última esculpida com 12 cordões foliáceos e 8 a 9 espinhos proeminentes, em sua área mais larga. Columela e abertura marrom arroxeadas. Opérculo curvo e córneo.
É encontrada em águas rasas, principalmente em fundos arenosos e de recifes de coral, da zona entremarés até os 60 metros de profundidade. Os animais da família Turbinellidae são predadores. A denominação popular inglesa, helmet, e o nome de espécie, cassiforme (em forma de Cassis),  estão relacionadas aos moluscos da família Cassidae.[carece de fontes?]

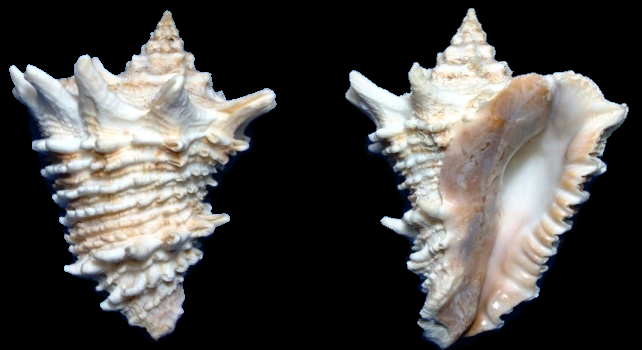
Vista superior (esquerda) e inferior (direita) de uma concha de V. cassiforme.

## Distribuição geográfica
Vasum cassiforme é uma espécie endêmica do Brasil, indo desde o Piauí até o Espírito Santo, incluindo Abrolhos.

O litoral da região nordeste do Brasil é a área de ocorrência de V. cassiforme.